# Gustavo Bueno (actor)
Miguel Ángel Bueno Wunder (Lima, 5 de agosto de 1951), más conocido como Gustavo Bueno, es un actor peruano. Es más conocido por interpretar a don Gilberto Collazos en la serie de televisión Al fondo hay sitio, al teniente Gamboa en la película La ciudad y los perros y al teniente Iván Roca en la película La boca del lobo.

## Biografía
Hijo de la actriz Rosa Wunder, A la edad de los 9 años, su padre lo llevaba al cine en la época de los 50. En ese tiempo ir al cine era un lujo, Wunder "Con saco, corbata y bien peinadito, me iba a cortar el pelo; el pelo que ahora no tengo". Una vez terminada la secundaria, Gustavo postula a la UNI. Sin embargo, no logra su ingreso y decide postular a la PUCP.

## Carrera
Su primer papel en el cine fue en La ciudad y los perros (1985) adaptación cinematográfica del libro de Mario Vargas Llosa, bajo la adaptación guionista de José Watanabe y dirigida por Francisco Lombardi, en el cual Gustavo, interpretó al personaje teniente Gamboa. Este filme fue grabado en el centro juvenil de diagnósticos y rehabilitación de Lima (Maranguita).
Otra faceta es la política, su inclinación por la izquierda, ya que su primera vinculación fue cuando se inscribió a un curso de marxismo en la PUCP. En el 2006, perteneció a la lista del Partido Socialista.
En el 2015, recibe homenaje a su carrera de actor, durante la inauguración del Festival de Cine de Lima, en el Teatro Nacional.
En el 2019, en el sexto Festival de Cine de Trujillo recibe diploma y medalla, por su trayectoria en el cine nacional, aportes al arte desde la actuación y la formación de nuevos vales actorales.
Participó del Festival Santiago a Mil (2013) como invitado.

## Teatro
- Sacrificio (1960) (Dirección: Rosa Wunder).
- El diablo Peter (1961) (Dirección: Reynaldo D'amore) como Max.
- El centroforward murió al amanecer (1968) (Dirección: Ricardo Blume).
- Historias para ser contadas (1969) (Dirección: Luis Peirano).
- Los dos verdugos (1969) (Dirección: Marco Leclere).
- Los cachorros (1970) (Dirección: Alonso Alegría).
- El cuidador (1973) (Dirección: Jorge Chiarella).
- El tartufo (1977) (Dirección: Jorge Guerra) como Cleanto.
- Los calzones (1978) (Dirección: Luis Peirano).
- La gaviota (1979) (Dirección: Alberto Ísola).
- Striptease (1979).
- Medio kilo de pueblo (1982) (Dirección: Jorge Chiarella).
- La muerte y la doncella (1992) (Dirección: Aristóteles Picho).
- Art (1998) (Dirección: Osvaldo Cattone).
- Arresto domiciliario (2003) (Dirección: Alonso Alegría).
- Te amo María (2004) (Dirección: Diego Bertie).
- Rancho (2004) (Dirección: Francisco Lombardi).
- Se busca un payaso (2006) (Dirección: Francisco Lombardi) como Filippo.
- Cita a ciegas (2007) (Dirección: Francisco Lombardi) como Hombre.
- Las neurosis sexuales de nuestros padres (2010) (Dirección: Jorge Villanueva).
- Cosecha (2011) (Dirección: Francisco Lombardi).
- La ciudad y los perros (2012) (Dirección: Edgar Saba) como General.
- Frankenstein (2012) (Dirección: Toño Vega).
- El sistema solar (2012–2014) (Dirección: Mariana de Althaus).
- Karamazov (2014) (Dirección: Mariana de Althaus) como Fiodor Karamazov.
- Una gata sobre el tejado caliente de zinc (2018) (Dirección: Joanna Lombardi) como Papá.[14]
- ¿Qué hacemos con Walter? (2019) (Dirección: Juan Carlos Fisher) como Walter.
- Pantaleón y las visitadoras - El Musical (2019) (Dirección: Juan Carlos Fisher).
- Una noche con Grotowski (2020) (Dirección: Gonzalo Ladines).
- ¿Quién mató a Palomino Molero? (2024) (Dirección: Edgar Saba) como coronel Mindrau.

## Filmografía

### Televisión
- Gamboa (1984) (Algunos episodios).
- La casa de enfrente (1985) como Marcelo.
- Bajo tu piel (1986).
- Kiatari, buscando la luna (1988) como Daniel Fonseca.
- La captura del siglo (1996) como Bonilla.
- Luz María (1998) (Actuación especial).
- Sueños (1999) como Bronco.
- Patacláun (1999) como Teniente.
- Taxista, ra ra (1999) (Actuación especial).
- Estrellita (2000) como Capitán Aníbal Olazo.
- Latin lover (2001) como presentador.
- Mil oficios (2001–2003) como Manolo Nuñez.[15]
- Así es la vida (2004–2008) como Dr. Humberto Sánchez y Gustavo Lombardi.
- Rita y yo (2007) como Dimitri Alamaldad "El Turco".
- Rita y yo y mi otra yo (2009) como Dimitri Alamaldad "El Turco".
- Las locas aventuras de Jerry y Marce (2009) como Dr. Humberto Sánchez.
- Al fondo hay sitio (2009–2016; 2022–presente) como Gilberto Collazos Chipana / "Don Gil".[16][17]
- Perú: Lo que debemos saber (Miniserie animada) (2016).
- Alfonsina y el bar de Lulú (Piloto) (2017).
- Cumbia pop (serie de televisión) (2018) como Juez Porfirio Garañón Melgarejo.[18]
- De Vuelta Al Barrio (2021) como Amador Bravo y Gilberto Collazos (Actuación especial y promoción).[19][20]
- Maricucha (2022) como Antonio "Toño" Humberto Corbacho Robles / "Don Toñito"/ "Don Cayetano".[21][22]

### Películas
- La ciudad y los perros (1985) como Teniente Gamboa.
- La boca del lobo (1988) como Teniente Iván Roca.
- Puerto verde (Cortometraje) (1990) como Pablo.
- La granja blanca (Cortometraje).
- Caídos del cielo (1990) como Humberto Sánchez "Don Ventura".
- La misma sangre, la misma carne (Cortometraje) (1992).
- Mi amor, tu amor (Cortometraje) (1992).
- Todos somos estrellas (1993) como Jorge Miranda.
- Como en un sueño (Cortometraje) (1993).
- El final (Cortometraje) (1995).
- Coraje (1999) como Teniente.
- Pantaleón y las visitadoras (1999) como Coronel López.
- Tinta roja (2000) como Padre de Alfonso.
- Cuando el rostro ríe (Cortometraje) (2001).
- Django: la otra cara (2002) como Dueño de casa.
- Ojos que no ven (2003) como Federico Peñaflor.
- Polvo enamorado (2003) como Matías Rosales.
- Ángeles salvajes (2004).
- Diarios de motocicleta (2004) como Dr. Hugo Pesce.
- Mariposa negra (2006) como Osmán.
- Contra la pena de muerte (Cortometraje) (2007).
- Ojo más exigente (Cortometraje) (2008).
- Un cuerpo desnudo (2009) como Capitán Burdeles.
- Cuchillos en el cielo (2012) como Abogado.
- Terrorismo en pantalla (Documental) (2013).
- Volveremos (2014).
- Cebiche de Tiburón (2017) como jefe de la mafia.[23]
- Venganza y silencio (2017) como Adolfo.
- Amigos en apuros (2018) como Doctor.[24]
- Margarita 2 y la banda de los hermanos mayores (2018) como Miguel.[25]
- Rapto (2019) como Abuelo.[26]
- Busco novia (2022) como Manuel "Ventoso".[27]
- Igualita a mí (2022) como Padre de Fredy.[28]
- Una aventura gigante (2023) como Guardián Cóndor (Voz).
- La decisión de Amelia (2023) como Don Victor.
- Verano en rojo (2023) como Lt. Iván Roca.
- La erección de Toribio Bardelli (2023) como Toribio Bardelli.
- Astronauta (2024).
- Margarita 3 (TBA) como Miguel.

## Premios y nominaciones
| Año  | Premio        | Categoría             | Trabajo                         | Resultado | Ref.          |
| ---- | ------------- | --------------------- | ------------------------------- | --------- | ------------- |
| 2012 | Premios Luces | Mejor actor de teatro | El sistema solar                | Ganador   |               |
| 2019 | Premios Luces | Mejor actor de teatro | ¿Qué hacemos con Walter?        | Ganador   | [ 29 ] [ 30 ] |
| 2024 | Premios Luces | Mejor actor de cine   | La erección de Toribio Bardelli | Ganador   | [ 31 ]        |